# Östtimor i olympiska vinterspelen 2022
Östtimor deltog i de olympiska vinterspelen 2022 i Peking i Kina mellan den 4 och 20 februari 2022. Det var tredje raka vinter-OS som Östtimor deltog vid.
Östtimors lag bestod av en manlig alpin skidåkare. Yohan Goutt Gonçalves var landets fanbärare vid öppningsceremonin. Goutt Goncalves var även landets fanbärare vid avslutningsceremonin.

## Alpin skidåkning

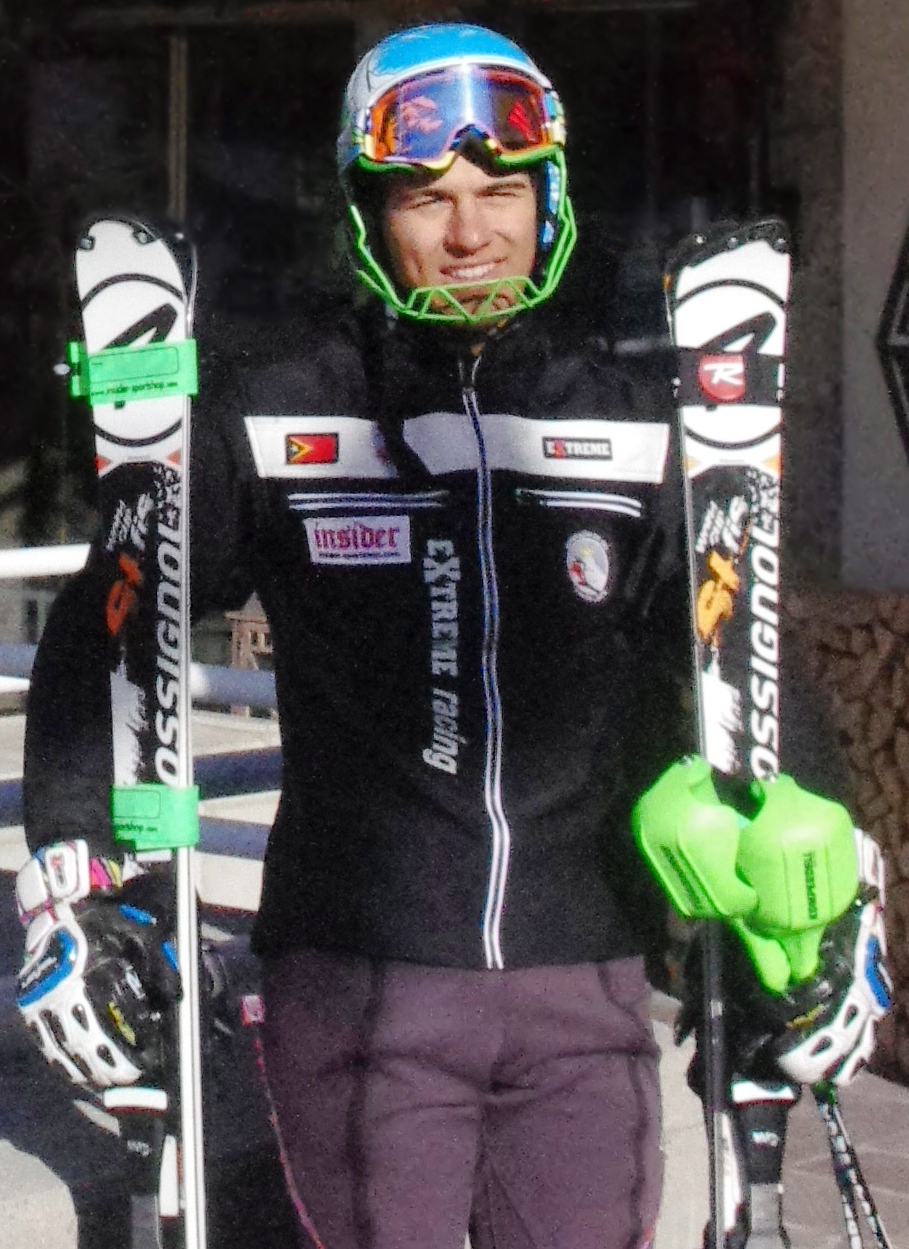
Yohan Goutt Gonçalves deltog i alpin skidåkning och var Östtimors enda tävlande.

| Idrottare             | Gren                 | Åk 1    | Åk 1      | Åk 2    | Åk 2      | Totalt  | Totalt    |
| Idrottare             | Gren                 | Tid     | Placering | Tid     | Placering | Tid     | Placering |
| --------------------- | -------------------- | ------- | --------- | ------- | --------- | ------- | --------- |
| Yohan Goutt Gonçalves | Herrarnas storslalom | 1.21,52 | 52        | DNF     | DNF       | DNF     | DNF       |
| Yohan Goutt Gonçalves | Herrarnas slalom     | 1.15,48 | 52        | 1.09,19 | 45        | 2.24,67 | 45        |